# Støv
Støv er det generelle navn for små faste partikler med en diameter på mindre end 0,5 millimeter. Støv opstår i Jordens atmosfære fra mange forskellige kilder såsom jord der løftes af vinden, vulkanudbrud og forurening. Støv i hjem, kontorer og andre menneskeskabte miljøer består af menneskers hudceller, planters pollen, menneskers og dyrs hår, tekstilfibre, papirfibre, mineraler fra udendørsjord og mange andre materialer som kan findes i det lokale miljø.

## Fodnoter
1. ↑  Kathleen Hess-Kosa, (2002), Indoor Air Quality: sampling methodologies, s. 216. CRC Press.